# München városrészei

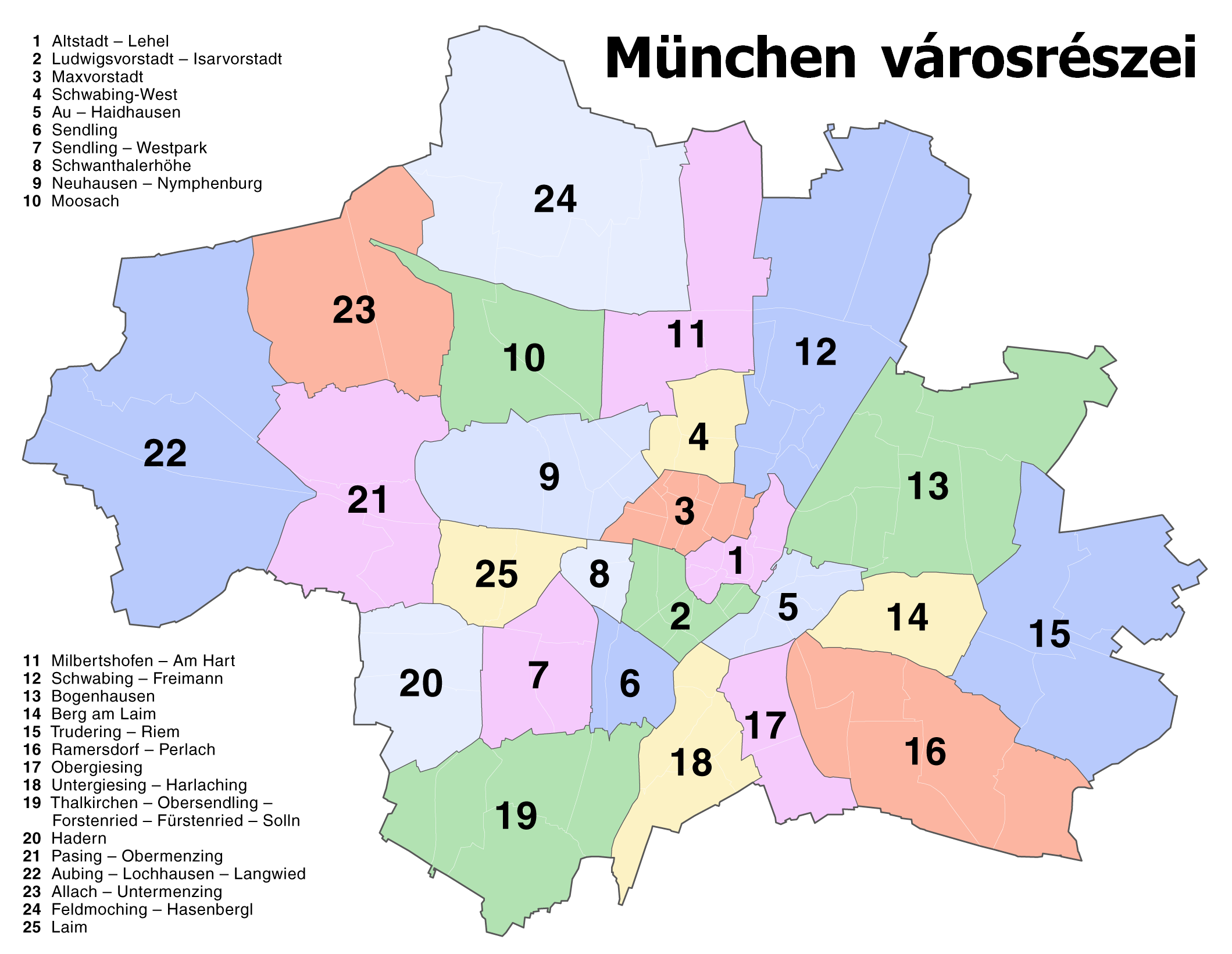
München városrészei

Ez a lista München város városrészeit sorolja fel.

## Városrészek
| Szám                                     | Név                                                    | Lakosság  | Terület hektárban | Lakosság hektáronként | A kerület részei |
| ---------------------------------------- | ------------------------------------------------------ | --------- | ----------------- | --------------------- | --- |
| 01                                       | Altstadt-Lehel                                         | 020 048   | 0314,57           | 064                   | 01.1 Graggenau 01.2 Angerviertel 01.3 Hackenviertel 01.4 Kreuzviertel 01.5 Lehel 01.6 Englischer Garten Süd                                                                     |
| 02                                       | Ludwigsvorstadt-Isarvorstadt                           | 049 657   | 0440,15           | 113                   | 02.1 Gärtnerplatz 02.2 Deutsches Museum 02.3 Glockenbach 02.4 Dreimühlen 02.5 Am alten südlichen Friedhof 02.6 Am Schlachthof 02.7 Ludwigsvorstadt-Kliniken 02.8 St. Paul       |
| 03                                       | Maxvorstadt                                            | 050 877   | 0429,79           | 118                   | 03.1 Königsplatz 03.2 Augustenstraße 03.3 St. Benno 03.4 Marsfeld 03.5 Josephsplatz 03.6 Am alten nördlichen Friedhof 03.7 Universität 03.8 Schönfeldvorstadt 03.9 Maßmannbergl |
| 04                                       | Schwabing-West                                         | 064 768   | 0436,30           | 148                   | 04.1 Neuschwabing 04.2 Am Luitpoldpark 04.3 Schwere-Reiter-Straße |
| 05                                       | Au-Haidhausen                                          | 058 881   | 0421,96           | 140                   | 05.1 Maximilianeum 05.2 Steinhausen 05.3 Haidhausen-Nord 05.4 Haidhausen-Süd 05.5 Obere Au 05.6 Untere Au                                                                       |
| 06                                       | Sendling                                               | 039 567   | 0393,88           | 100                   | 06.1 Untersendling 06.2 Sendlinger Feld |
| 07                                       | Sendling-Westpark                                      | 054 552   | 0781,45           | 070                   | 07.1 Mittersendling 07.2 Land in Sonne 07.3 Am Waldfriedhof |
| 08                                       | Schwanthalerhöhe                                       | 029 402   | 0207,02           | 142                   | 08.1 Westend 08.2 Schwanthalerhöhe |
| 09                                       | Neuhausen-Nymphenburg                                  | 094 257   | 01.291,45         | 073                   | 09.1 Neuhausen 09.2 Nymphenburg 09.3 Oberwiesenfeld 09.4 St. Vinzenz 09.5 Alte Kaserne 09.6 Dom Pedro                                                                           |
| 10                                       | Moosach                                                | 050 253   | 01.109,36         | 045                   | 10.1 Alt-Moosach 10.2 Moosach-Bahnhof |
| 11                                       | Milbertshofen-Am Hart                                  | 072 506   | 01.341,64         | 054                   | 11.1 Am Hart 11.2 Am Riesenfeld 11.3 Milbertshofen |
| 12                                       | Schwabing-Freimann                                     | 068 530   | 02.567,01         | 027                   | 12.1 Freimann 12.2 Obere Isarau 12.3 Alte Heide-Hirschau 12.4 Münchner Freiheit 12.5 Biederstein 12.6 Schwabing-Ost 12.7 Kleinhesselohe 12.8 Neufreimann                        |
| 13                                       | Bogenhausen                                            | 080 816   | 02.371,17         | 034                   | 13.1 Oberföhring 13.2 Johanneskirchen 13.3 Herzogpark 13.4 Englschalking 13.5 Daglfing 13.6 Parkstadt Bogenhausen 13.7 Altbogenhausen                                           |
| 14                                       | Berg am Laim                                           | 042 310   | 0631,46           | 067                   | 14.1 Echarding 14.2 Josephsburg 14.3 Berg am Laim Ost |
| 15                                       | Trudering-Riem                                         | 065 869   | 02.245,05         | 029                   | 15.1 Trudering-Riem 15.2 Messestadt Riem 15.3 Gartenstadt Trudering 15.4 Waldtrudering                                                                                          |
| 16                                       | Ramersdorf-Perlach                                     | 0107 164  | 01.989,50         | 054                   | 16.1 Ramersdorf 16.2 Balanstraße-West 16.3 Altperlach 16.4 Neuperlach 16.5 Waldperlach                                                                                          |
| 17                                       | Obergiesing-Fasangarten                                | 051 183   | 0572,03           | 089                   | 17.1 Obergiesing 17.2 Fasangarten |
| 18                                       | Untergiesing-Harlaching                                | 051 180   | 0805,66           | 064                   | 18.1 Untergiesing 18.2 Siebenbrunn 18.3 Giesing 18.4 Neuharlaching 18.5 Harlaching                                                                                              |
| 19                                       | Thalkirchen-Obersendling-Forstenried-Fürstenried-Solln | 087 271   | 01775,43          | 049                   | 19.1 Thalkirchen 19.2 Obersendling 19.3 Forstenried 19.4 Fürstenried-West 19.5 Solln                                                                                            |
| 20                                       | Hadern                                                 | 047 949   | 0922,39           | 052                   | 20.1 Blumenau 20.2 Neuhadern 20.3 Großhadern |
| 21                                       | Pasing-Obermenzing                                     | 069 295   | 01.649,79         | 042                   | 21.1 Neupasing 21.2 Am Westbad 21.3 Pasing 21.4 Obermenzing |
| 22                                       | Aubing-Lochhausen-Langwied                             | 041 116   | 03.406,01         | 012                   | 22.1 Altaubing 22.2 Aubing-Süd 22.3 Lochhausen 22.4 Freiham |
| 23                                       | Allach-Untermenzing                                    | 030 393   | 01.545,17         | 020                   | 23.1 Industriebezirk 23.2 Untermenzing-Allach |
| 24                                       | Feldmoching-Hasenbergl                                 | 058 245   | 02.893,78         | 020                   | 24.1 Feldmoching 24.2 Hasenbergl-Lerchenau Ost 24.3 Ludwigsfeld 24.4 Lerchenau West                                                                                             |
| 25                                       | Laim                                                   | 053 359   | 0528,58           | 101                   | 25.1 Friedenheim 25.2 St. Ulrich |
| align="center" class="hintergrundfarbe5" | class="hintergrundfarbe5"\|Landeshauptstadt München    | 1 439 474 | 31070,59          | 046                   | |